# Bleienheim
Bleienheim était un ancien village situé entre Merxheim et Gundolsheim, dans l'actuel département du Haut-Rhin.
Mentionné dès 742 sous la forme Pluenhame, il a probablement disparu lors des invasions anglaises, entre 1365 et 1375.
Dans un cartulaire de l’Abbaye de Murbach on trouve, à la date de 1453, des noms tels que « in Bluenhein velde, zuo Blüenhin, uff den Blüwenhein weg ». Un titre de la colonge de Gundolsheim, de 1531, porte la mention « zwischent Gundeltzhin un Blüwenhin bann »
Au nord de Merxheim se trouve le lieu-dit "Bleihelmerfeld", Bleihelm signifiant "casque de plomb" ; il s'agit d'une corruption de Bleienheim.

## Sources
- Hervé de Chalendar, série Villages disparus publiée dans le journal L'Alsace en 2012.